# Wasserturm Hochbrück
Der Wasserturm Hochbrück ist ein Wasserturm an der Ingolstädter Landstraße 100 im Garchinger Stadtteil Hochbrück, nördlich von München. Er ist seit 2012 als Baudenkmal (D-1-84-119-16) eingetragen. Der Turm liegt südlich der Christoph-Probst-Kaserne. Der Wasserturm ist ein hoher, schlanker Bau über quadratischem Grundriss. Der Sockel ist zweifach zurückspringend und über einem langen Mittelteil steht ein Aufsatz über Rundbogenkonsolen über. Das Innere nimmt eine Treppe auf, ist aber mit Ausnahme des Geschosses unterhalb des Aufsatzes nicht horizontal unterteilt. Oberhalb dieses Geschosses befindet sich der Aufsatz mit dem Wasserbehälter. Der Sockel ist in Stampfbetonbauweise errichtet, darüber besteht der Bau aus Backsteinmauerwerk. Das Dach ist in Messing gefasst.
Der Wasserturm gehörte zu der ehemaligen Reichsmunitionsfabrikationsstätte (auch: Munitionsanstalt, Militärmunitionsfabrik in Garching). Er wurde 1917 fertiggestellt.
Heutige Eigentümerin ist die Bundesanstalt für Immobilienaufgaben. Zuvor waren eine Zündholzfabrik, die Dynamit Nobel AG, die Bereitschaftspolizei, der Reichsarbeitsdienst, die US-Army sowie die Bundeswehr Nutzer des Geländes.